# 埔门口
埔门口是中国广东省广州市从化区的一个自然村。在太平镇北面约4000米，属水南村管辖。清朝建村。1998年时，全村人口130人。